# Narodowy Spis Powszechny Ludności i Mieszkań 2021
Narodowy Spis Powszechny Ludności i Mieszkań 2021 (NSP 2021) – spis statystyczny w Polsce, który odbył się w dniach od 1 kwietnia do 30 września 2021 według stanu na koniec 31 marca 2021. Pierwotnie odbyć miał się on w dniach od 1 kwietnia do 30 czerwca 2021, ale termin ten wydłużono z powodu pandemii COVID-19. Spis statystyczny przeprowadza Prezes Głównego Urzędu Statystycznego na podstawie ustawy z 2019, która reguluje zakres, formę i tryb jego przeprowadzenia.
Poprzedni Narodowy Spis Powszechny Ludności i Mieszkań odbył się w 2011 według stanu na koniec 31 marca 2011 roku.

## Zakres spisu
- osoby fizyczne stale zamieszkałe i czasowo przebywające w mieszkaniach, budynkach i innych zamieszkanych pomieszczeniach niebędących mieszkaniami na terenie Polski,
- osoby fizyczne niemające miejsca zamieszkania,
- mieszkania, budynki, obiekty zbiorowego zakwaterowania i inne zamieszkane pomieszczenia niebędące mieszkaniami.

## Tematyka
W spisie powszechnym zostały zebrane dane z następujących tematów badawczych:
1. charakterystyka demograficzna ludności;
2. aktywność ekonomiczna osób;
3. poziom wykształcenia;
4. niepełnosprawność;
5. migracje wewnętrzne i zagraniczne;
6. charakterystyka etniczno-kulturowa;
7. gospodarstwa domowe i rodziny;
8. stan i charakterystyka zasobów mieszkaniowych (mieszkania i budynki).

## Metody zbierania danych
W 2021 roku wprowadzono 3 formy spisu ludności:
- obowiązkowo:
  - metodą samospisu internetowego (CAWI),
- uzupełniająco:
  - metodą wywiadu telefonicznego (CATI),
  - metodą wywiadu bezpośredniego (CAPI).

## Wyniki
skład wyznaniowy według spisu z 2021 roku.
     katolicyzm (71.45%)
     prawosławie (0.40%)
     protestantyzm (0.33%)
     świadkowie jehowy (0.29%)
     buddyzm (0.02%)
     islam (0.01%)
     inne niechrześcijańskie (0.03%)
     inne chrześcijańskie (0.03%)
     odmowa na pytanie o wyznanie (20.57%)
     ateizm (6.87%)

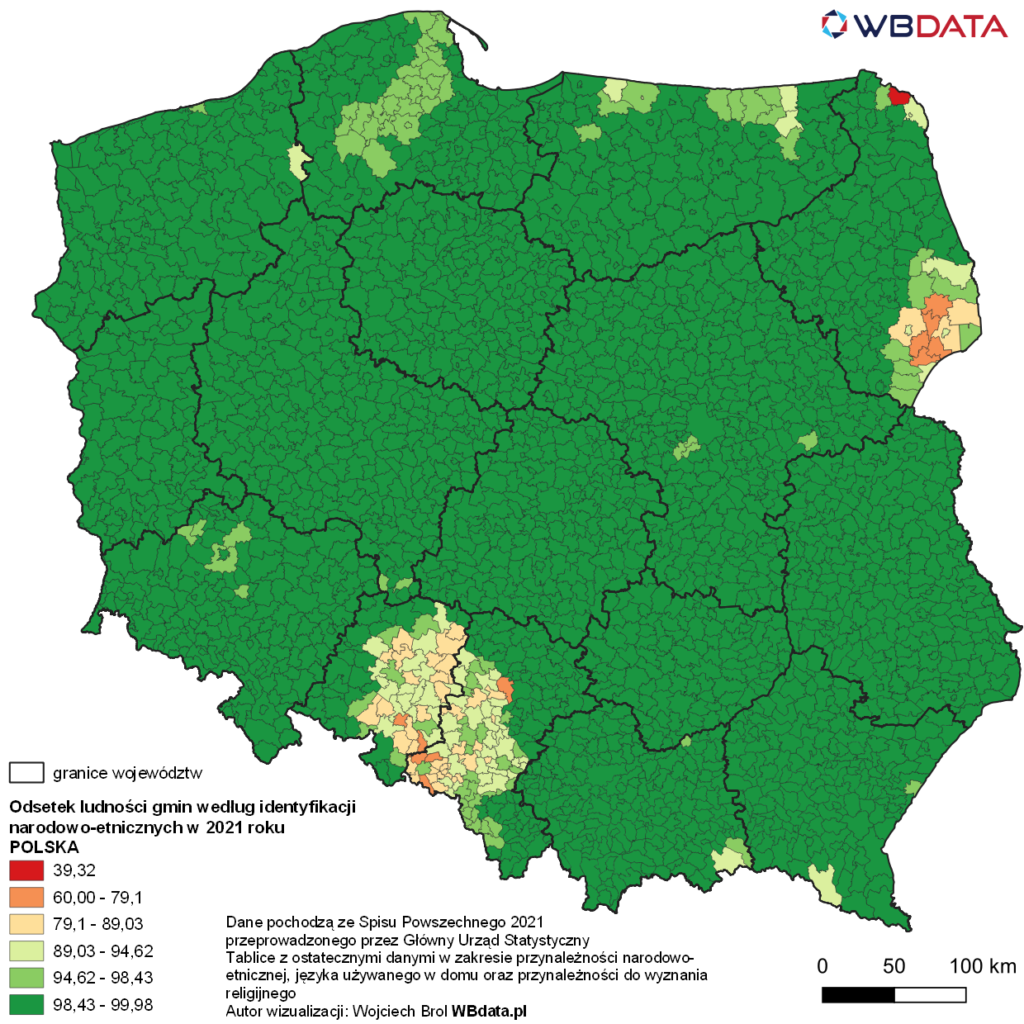
Odsetek ludności deklarującej narodowość polską w gminach podczas spisu 2021. Jedyną gminą w Polsce, w której odsetek Polaków był niższy niż 50%, to gmina Puńsk w powiecie sejneńskim (39,3% Polaków w gminie Puńsk). Jest to zarazem jedyna gmina, w której mniejszość stanowi większy odsetek niż Polacy, ponieważ we wszystkich pozostałych gminach Polacy stanowią większość mieszkańców.

Członkami narodu polskiego uznało się 97,7% mieszkańców Polski, podczas gdy przynależność do innego narodu niż polski zadeklarowało 3,5%. Dla 98,4% obywateli językiem kontaktów domowych jest język polski, z czego dla 94,3% ankietowanych jest to jedyny używany język w domu.
71,4% obywateli zdeklarowało przynależność do wyznań katolickich, 27,4% odmówiło odpowiedzi, nie określiło, lub podało jako bezwyznaniowość, 0,4% prawosławie, 0,3% protestantyzm, 0,3% Nurt Badaczy Pisma Świętego, 0,02% buddyzm, 0,01% islam, 0,01% pogaństwo, 0,036% judaizm, 0,01% inne religie, 0,02% inne chrześcijańskie denominacje.

## Skład narodowościowy

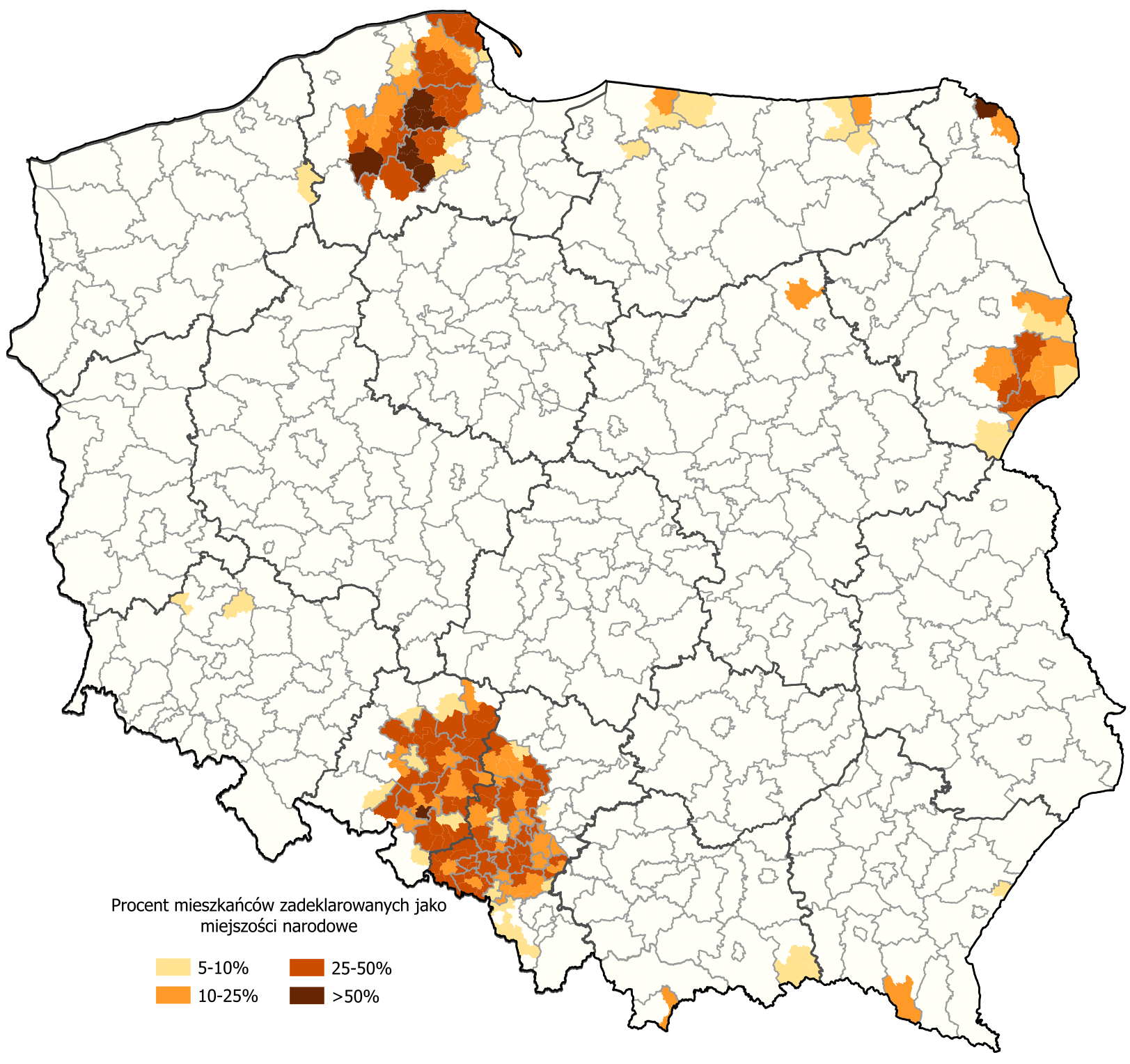
Procent mieszkańców, którzy zadeklarowali przynależność do innej lub drugiej obok polskiej tożsamości wg spisu z 2021 roku. Przedstawione na mapie inne tożsamości (deklaracje) były w większości deklarowane razem z tożsamością polską (dwie tożsamości), co nie zostało tu uwzględnione.

W spisie była możliwość zadeklarowania dwóch tożsamości lub narodowości i tak przykładowo większość osób deklarujących tożsamość regionalną kaszubską czy śląską deklarowała jednocześnie tożsamość narodową polską (tj. tożsamość narodowa polska i jednocześnie tożsamość regionalna śląska – Polacy-Ślązacy lub kaszubska – Polacy-Kaszubi).
|                 | Liczba     | Odsetek | Województwa z największym odsetkiem             |
| --------------- | ---------- | ------- | ----------------------------------------------- |
| Ogółem          | 38,036,118 | 100%    |                                                 |
| Polacy          | 36 631 345 | 96,30%  | Dość równomiernie w całym kraju                 |
| Inna niż polska | 1,404,773  | 3,69%   | Dość równomiernie w całym Kraju                 |
| Ślązacy         | 596,224    | 1,57%   | Województwa śląskie (11,74%) i opolskie (6,29%) |
| Kaszubi         | 179,685    | 0,47%   | Województwo pomorskie (7,41%)                   |
| Niemcy          | 144,177    | 0,38%   | Województwa opolskie (6,28%) i śląskie (0,63%)  |
| Ukraińcy        | 82,440     | 0,22%   | Województwo warmińsko-mazurskie (0,69%)         |
| Białorusini     | 56,607     | 0,15%   | Województwo podlaskie (2,01%)                   |
| Anglicy         | 54,424     | 0,14%   | Dość równomiernie w całym kraju                 |
| Amerykanie      | 27,756     | 0,07%   | Województwo podlaskie (0,23%)                   |
| Włosi           | 19,980     | 0,05%   | Dość równomiernie w całym kraju                 |
| Żydzi           | 17,156     | 0,05%   | Województwo mazowieckie (0,09%)                 |
| Rosjanie        | 15,994     | 0,04%   | Dość równomiernie w całym kraju                 |
| Francuzi        | 14,739     | 0,04%   | Dość równomiernie w całym kraju                 |
| Łemkowie        | 13,607     | 0,04%   | Województwo dolnośląskie (0,19%)                |
| Romowie         | 13,303     | 0,03%   | Dość równomiernie w całym kraju                 |
| Irlandczycy     | 11,638     | 0,03%   | Dość równomiernie w całym kraju                 |
| Pozostali       | 157,003    | 0,41%   | Dość równomiernie w całym kraju                 |